# Salsola exasperata
Salsola exasperata är en amarantväxtart som beskrevs av Carl Anton von Meyer. Salsola exasperata ingår i släktet sodaörter, och familjen amarantväxter. Inga underarter finns listade i Catalogue of Life.